# Верхня Соч
Верхня Соч (рос. Верхняя Сочь, Верхняя Соч) — річка в Республіці Комі, Росія, ліва притока річки Когель, правої притоки річки Ілич, правої притоки річки Печора. Протікає територією Троїцько-Печорського району та Вуктильського міського округу.
Річка протікає на південний схід, південний захід, північний захід, південний захід та північний захід. Останні 0,5 км течія проходить територією Вуктильського міського округу.